# Ota Ulč
Ota Ulč (16. března 1930 Plzeň – 22. listopadu 2022 Binghamton, New York, USA) byl český exilový spisovatel.

## Život
Vystudoval práva na Univerzitě Karlově (získal titul doktora práv), na vojně pak byl přidělen k PTP, poté působil jako civilní okresní soudce ve Stříbře. V roce 1959 emigroval berlínským metrem z východního do Západního Berlína, tehdy ještě zdí nerozdělených, a do USA. Jeho sponzorem v USA byla hraběnka Tolstá z rodiny ruského spisovatele Lva Tolstého. Tam vystudoval politologii na Kolumbijské univerzitě v New Yorku (titul doktora politických věd). Poté žil v Binghamtonu ve státě New York, kde učil na univerzitě předmět Comparative Governments.
Jeho knihy vycházely v nakladatelství Škvoreckých '68 Publishers v Torontu, po roce 1989 vydal kolem dvou desítek knih v České republice. Jeho články se objevovaly v českém tisku a v internetových publikacích, jako zejména Neviditelný pes, ale i Britské listy a Reflex.
S ženou Priscillou měl syna Otu, který je „z jedné čtvrtiny Číňan a z jedné Švýcar po Priscilliných rodičích, z další čtvrtiny Němec po Otově mamince, a konečně z jedné čtvrtiny Čech po Otově tatíkovi“, jak poznamenal Josef Škvorecký.
Zemřel 22. listopadu 2022 ve věku 92 let.

## Publikace
- Judge in a Communist State, …
Malá doznání okresního soudce, Sixty-Eight Publishers, …, Toronto
- Kam šlápne česká noha…nakladatelství Šulc a spol, Praha 2003, ISBN 80-7244-105-1
- Komunistická justice a třídní boj, nakladatelství Stilus Press spol. S r. o., ve spolupráci s Vojenským historickým ústavem Praha, 2016, 254 str., ISBN 978-80-87122-99-0